# Floriano Gomes da Silva
Floriano Gomes da Silva - (Paraúna, 13 de outubro de 1905 — 19 de setembro de 1981) foi um politico brasileiro.

## Vida Política e Parlamentar
Deputado Estadual pelo PSD na 2.ª Legislatura de  1951 a 1955, foi Presidente da Assembleia Legislativa no mandato de 1952 a 1953.

## Outras Informações
Morando em Palmeiras em 1930, era um dos raros  seguidores da Aliança Liberal.Em 1945, ingressou nas fileiras do Partido  Social Democrático, PSD, das quais jamais se afastaria, mantendo fidelidade a  Pedro Ludovico.Diretor e redator do jornal ‘O Social’, vinculado ao PSD. Colaborador da imprensa goiana, com vários artigos. Era Maçom.Advogado por cerca de meio século, competente,  embora não tivesse curso universitário.

## Publicação
- Velhas Estrofes - poesias, nta Inédito-Goiás